# Harkie
Harkie – miejscowość (tätort) w Szwecji, w regionie administracyjnym (län) Västmanland, w gminie Västerås.
Według danych Szwedzkiego Urzędu Statystycznego liczba ludności wyniosła: 277 (31 grudnia 2015), 281 (31 grudnia 2018) i 292 (31 grudnia 2019).